# 南海神庙站
南海神庙站是广州地铁13号线的車站，位於中國广东省广州市黄埔区黄埔东路和电厂西路口南邊的地底，鄰近南海神廟及BRT南海神廟站，于2017年12月28日随13号线首期开通而启用。

## 車站結構

### 車站樓層
本站共有兩層。地面為黃埔東路、電廠西路、南海神廟、BRT南海神庙站及其它建築；地下一層為站廳；地下二層為站台。
本站是广州地铁2017年新线开通车站中，其中一座设置“岭南文化”主题站的车站。因车站位于南海神庙旁，故以「历史之景」作为主題。车站天花吊頂裝飾与13号线首期各车站设计不同，改為朱红色；車站牆面更使用鏡面玻璃，并用波浪纹理图案点缀，以展现古代海上丝绸之路发祥地历史风貌。
| 地下一层 | 站厅                       | 售票機、客服中心、商店、警务室、安检设施 |  |  |
| 地下二层 | 2 站台                     | █13号线 鱼珠方向（下站：双岗）           |  |  |
|          | 岛式站台（卫生间、母婴室） |                                          |  |  |
|          | 1 站台                     | █13号线 新沙方向（下站：夏园）           |  |  |

### 站厅

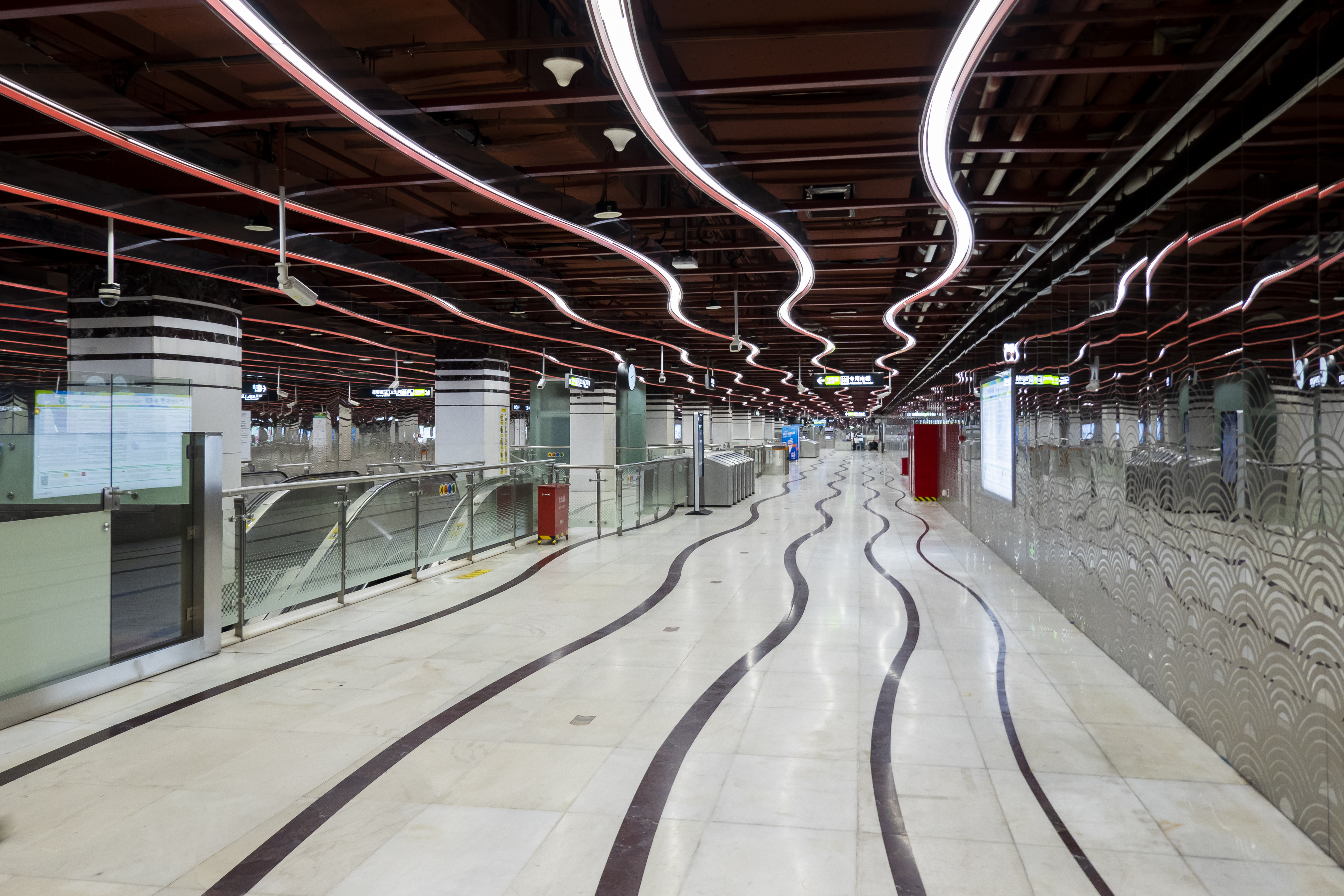
站厅

南海神庙站站厅設有售票機、自动售卡/充值机、客務中心等设施。
为方便行人进出，站厅南侧被划分为收费区，收费区内设有一台专用电梯，以及多组扶手电梯和楼梯供乘客来往于站厅及月台层。由於車站開通時間不長，車站商店尚未有任何商家進駐。

### 月台

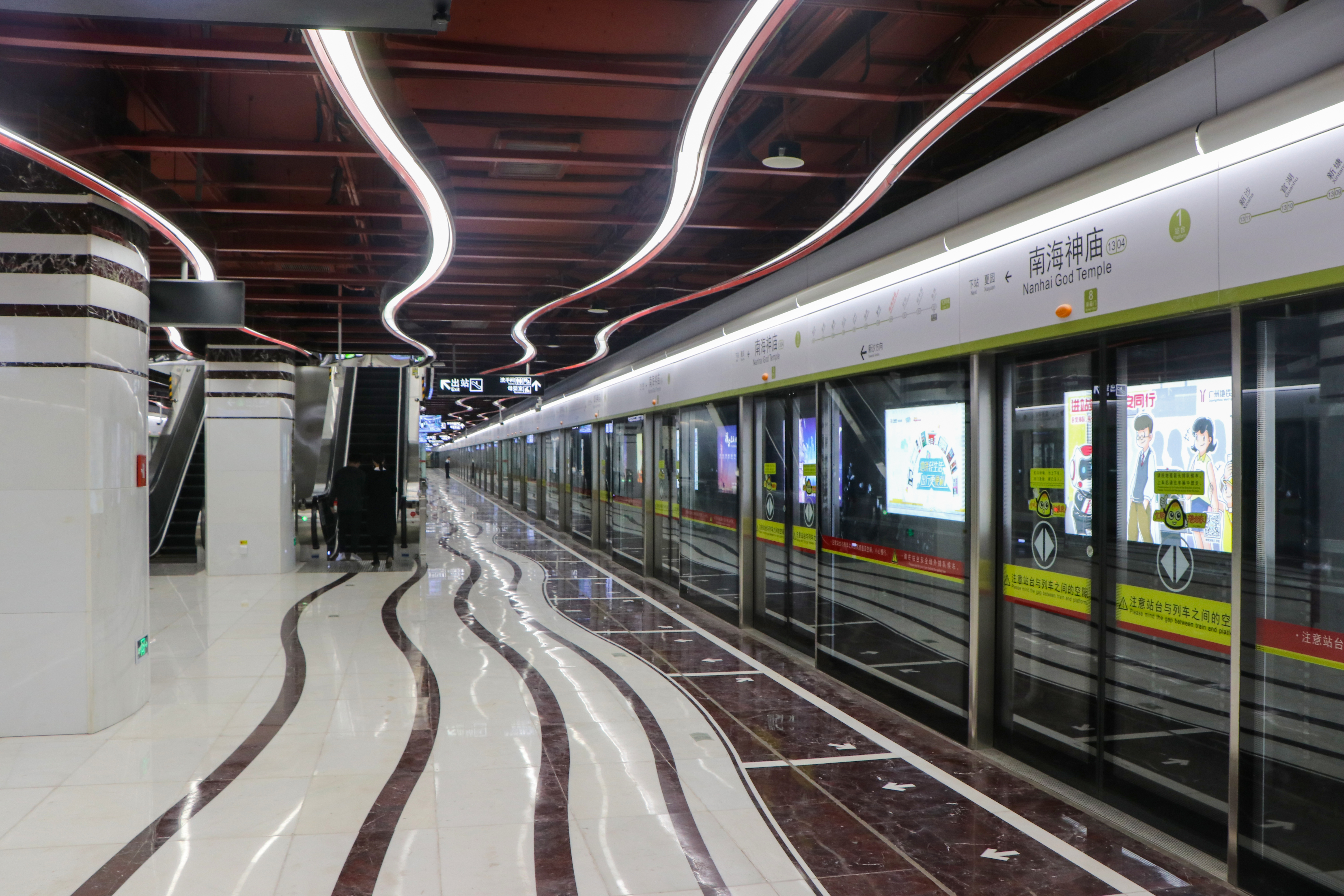
1号月台

車站設有一個島式月台，位於黃埔東路南邊的地底。
另外，本站的卫生间和母婴室设于月台东端。

### 出入口
南海神庙站目前设有2个出入口，所有出入口均设于黄埔东路南侧。未来还将新增I号出入口。
|                           |                                                       |      |          |                                     |
| 編號                      | 设施                                                  | 照片 | 出口指示 | 建議前往的目的地                    |
| C2                        | 盲道标志 · 升降机标志 · 无障碍通道标志 · 扶手电梯标志 |      | 黄埔东路 | 电厂西路、南海神庙                  |
| D                         | 盲道标志 · 扶手电梯标志                               |      | 黄埔东路 | BRT南海神庙站、南海神庙夜班公交车站 |
| 註： 設有 \| 設有 \| 設有 |                                                       |      |          |                                     |

## 接驳交通
南海神廟站附近有BRT南海神廟站，以及南海神廟夜班巴士站。
| 编号 | 编号   | 线路                  | 线路                  | 线路                  | 收费                  | 备注                  |
| ---- | ------ | --------------------- | --------------------- | --------------------- | --------------------- | --------------------- |
|      | B1     | 体育中心              | ⇆                     | 鹿鸣山                | 2元                   |                       |
|      | B1快线 | 已于2025年4月26日停办 | 已于2025年4月26日停办 | 已于2025年4月26日停办 | 已于2025年4月26日停办 | 已于2025年4月26日停办 |
|      | B26    | 凌塘村                | ⇆                     | 护林路东              | 2元                   |                       |
|      | B28    | 地铁鱼珠站            | ⇆                     | 保税区（酒博城）      | 2元                   |                       |
|      | B29    | 奥林匹克体育中心      | ⇆                     | 博汇商业区            | 2元                   |                       |
|      | B30    | 广纳院                | ⇆                     | 南岗万达广场          | 2元                   |                       |
|      | B31    | 黄埔东路（石化南路）  | ⇆                     | 开发区（珠江嘉园）    | 2元                   |                       |

| 编号 | 编号 | 线路                   | 线路 | 线路               | 收费 | 备注          |
| ---- | ---- | ---------------------- | ---- | ------------------ | ---- | ------------- |
|      | 夜41 | 广州火车站（草暖公园） | ⇆    | 保税区（酒博城）   | 4元  | B28路附属线路 |
|      | 夜73 | 地铁双沙站             | ⇆    | 埔南路（翡翠绿洲） | 3元  | B26路附属线路 |

## 利用状况
本站附近有主要旅游景点南海神庙，以及庙头村村落及住宅小区。因此本站主要进出站客流主要以前往南海神庙观光游客以及附近庙头一带居民为主。虽然附近有BRT车站方便乘客接驳巴士，但邻站夏园站同样附近有BRT车站接驳巴士，因此本站的平日客流一般。
每逢农历二月十三前后的波羅誕庙會期间，不少来自广州市各地的市民會搭地铁经由本站出站前往车站附近的南海神庙进香礼拜祈求平安。

## 歷史
本站最早出現在2003年的地鐵規劃方案中，為5號線的一站。之後該方案局部修改，本站成為當時14號線的中途站。隨後在2008年方案中，原14號線被分拆重組成多條線路，最終本站確定成為13號線的中途站，並隨13號線首期動工興建。
本站规划和建设时被称作廟頭站，在13號線首期各站初定站名公示中，本站定名南海神廟站。最終經廣州地鐵集團申報，廣州市民政局地名辦確定以南海神廟站作為車站正式名稱。
2013年11月7日，車站開始圍蔽施工。施工期間導致南海神廟出入口空間收窄，因此2014至2017年的波羅誕會期均收窄為3天。2016年5月31日，車站結構封頂。2017年11月30日，本站完成“三权”移交，随后于12月28日，本站随13号线首期开通而启用。
2020年5月22日，受当天凌晨广州的特大暴雨影响，13号线全线停運。本站亦隨之停運關閉，至5月29日隨魚珠至沙村段恢復運營而重開。